# Mintimer Xaimíev
Mintimer Xaimíev - en tàtar ciríl·lic: Минтимер Шәрип улы Шәймиев, en tàtar llatí: Mintimer Şärip ulı Şäymiev, en rus: Минтимер Шарипович Шаймиев- (Aniakovo, districte d'Aktanix, Tatarstan, 1937) és el primer president de Tatarstan, escollit el 1991. Era fill de pagesos desposseïts per la col·lectivització soviètica, el 1954 estudià a l'Institut d'Agricultura de Kazan. El 1969 fou ministre d'irrigació de la RSSA Tatarstan, i el 1983 cap del consell de ministres. El 1989 fou secretari general del PCUS a Tatarstan i el 1990 cap del Soviet Suprem de Tatarstan. El mateix 1990 s'aprovà la declaració de sobirania tàtara i el 1991 fou elegit president tàtar, reescollit el 2001.